# Rafał Kubacki
Rafał Andrzej Kubacki (Breslavia, 23 de marzo de 1967) es un deportista polaco que compitió en judo. Ganó tres medallas en el Campeonato Mundial de Judo entre los años 1989 y 1997, y ocho medallas en el Campeonato Europeo de Judo entre los años 1989 y 1998.

## Palmarés internacional
| Campeonato Mundial | Campeonato Mundial       | Campeonato Mundial | Campeonato Mundial |
| Año                | Lugar                    | Medalla            | Categoría          |
| ------------------ | ------------------------ | ------------------ | ------------------ |
| 1989               | Belgrado (Yugoslavia)    | Medalla de bronce  | +95 kg             |
| 1993               | Hamilton (Canadá)        | Medalla de oro     | Abierta            |
| 1997               | París (Francia)          | Medalla de oro     | Abierta            |
| Campeonato Europeo |                          |                    |                    |
| Año                | Lugar                    | Medalla            | Categoría          |
| 1989               | Helsinki (Finlandia)     | Medalla de oro     | +95 kg             |
| 1991               | Praga (Checoslovaquia)   | Medalla de bronce  | +95 kg             |
| 1993               | Atenas (Grecia)          | Medalla de bronce  | +95 kg             |
| 1994               | Gdańsk (Polonia)         | Medalla de plata   | +95 kg             |
| 1995               | Birmingham (Reino Unido) | Medalla de bronce  | +95 kg             |
| 1996               | La Haya (Países Bajos)   | Medalla de bronce  | +95 kg             |
| 1997               | Ostende (Bélgica)        | Medalla de bronce  | +95 kg             |
| 1998               | Oviedo (España)          | Medalla de plata   | +100 kg            |